# Karin Meerman
Karin Meerman (Amsterdam, 18 augustus 1944) is een Nederlands actrice. Meerman speelde onder meer in Goede tijden, slechte tijden, Baantjer en Medisch Centrum West.

## Carrière
- Zachtjes met de deuren (1972)
- Waaldrecht – Geeske van den Oever (1974)
- Centraal station – Annie Lomans (1974)
- Klaverweide – Dientje (1975)
- Dagboek van een herdershond – Truusje Odekerke (1980)
- Te gek om los te lopen – Thea (1981)
- Briefgeheim – moeder van Eva (1983)
- Transport –  Els (1983)
- Medisch Centrum West – Willemien Dekker (1991)
- Plantage Allee – Liesbeth (1992)
- Pleidooi – kinderrechter van Waveren (1993)
- Flodder – mevrouw Bruinsma (1993-1994)
- Joost mag het weten – Anke (1993)
- Budgie de Kleine Helikopter – overige stemmen (1994-2002) (stem)
- Goede tijden, slechte tijden – Gerda Verduyn (1996, 1997)
- Wat schuift 't? – Irene Brilleman (1995)
- Baantjer – Diny Ottevanger (1996)
- Oppassen!!! – Rita (1999-2000)
- DOK 12 – Nora Roemers (2001-2003)
- Beatrix, Oranje onder vuur – Prinses Irene
- Land van Lubbers – Ria Lubbers (2016)